# Het oordeel van Salomo (Van Bronckhorst)
Het oordeel van Salomo, ook wel getiteld: De rechtspraak van Salomo, is een schilderij van de Nederlandse kunstschilder Pieter van Bronckhorst uit 1622, olieverf op doek, 137 × 190 centimeter groot. Verbeeldt wordt het salomonsoordeel. Het werk bevindt zich sinds 1981 in de collectie van Museum het Prinsenhof te Delft. Op de originele locatie in de centrale hal van het stadhuis van Delft hangt een kopie.

## Perspectief
Hoewel de techniek van het geometrische lijnperspectief al in de vroege renaissance werd ontdekt door Italiaanse kunstschilders als Giotto di Bondone en Filippo Brunelleschi, duurde het nog tot het einde van de zestiende eeuw alvorens het als systematische werkwijze doordrong tot de Lage Landen. Hans Vredeman de Vries speelde via zijn publicaties Hortorum viridariorumque... formae (1583) en Perspective (1604) een belangrijke rol bij de verspreiding van de principes en beïnvloedde met name in Delft en Leiden werkzame kunstschilders als Saenredam en Pieter de Hoogh, alsook ook Van Bronckhorst.
Van Bronckhorst schilderde Het oordeel van Salomo in 1622, in opdracht van de Delftse Vierschaar, verantwoordelijk voor de rechtspraak in de stad. Het toont een door gebouwen omsloten binnenplaats van een fantasiepaleis. Een lange dubbele zuilengalerij met een verdieping loopt iets links van het midden door het beeld, en biedt aan het einde uitzicht op een landschap. Met dit strakke tunnelbeeld liet de schilder bij uitstek zijn vaardigheid in het perspectiefschilderen liet zien en de toepassing van de principes van Vredeman de Vries.

## Thema
Het thema van Van Bronckhorst is het salomonsoordeel, gekozen op instigatie van de Vierschaar, die daarmee wilde laten zien op rechtvaardige wijze te willen oordelen. Het tafereel speelt zich af in het rechter benedendeel van het werk. Een soldaat staat op het punt een kind in tweeën te delen. Hij had daartoe opdracht gekregen van koning Salomo, omdat twee vrouwen claimden de moeder van het kindje te zijn en niet kon worden vastgesteld wie de waarheid sprak. Wanneer Salomo ziet hoe wanhopig een van de vrouwen de soldaat probeert tegen te houden, diens zwaard vastpakt en smeekt om het kind aan de andere vrouw toe te wijzen, weet hij wie de moeder is en kan hij in wijsheid besluiten.

## Historie

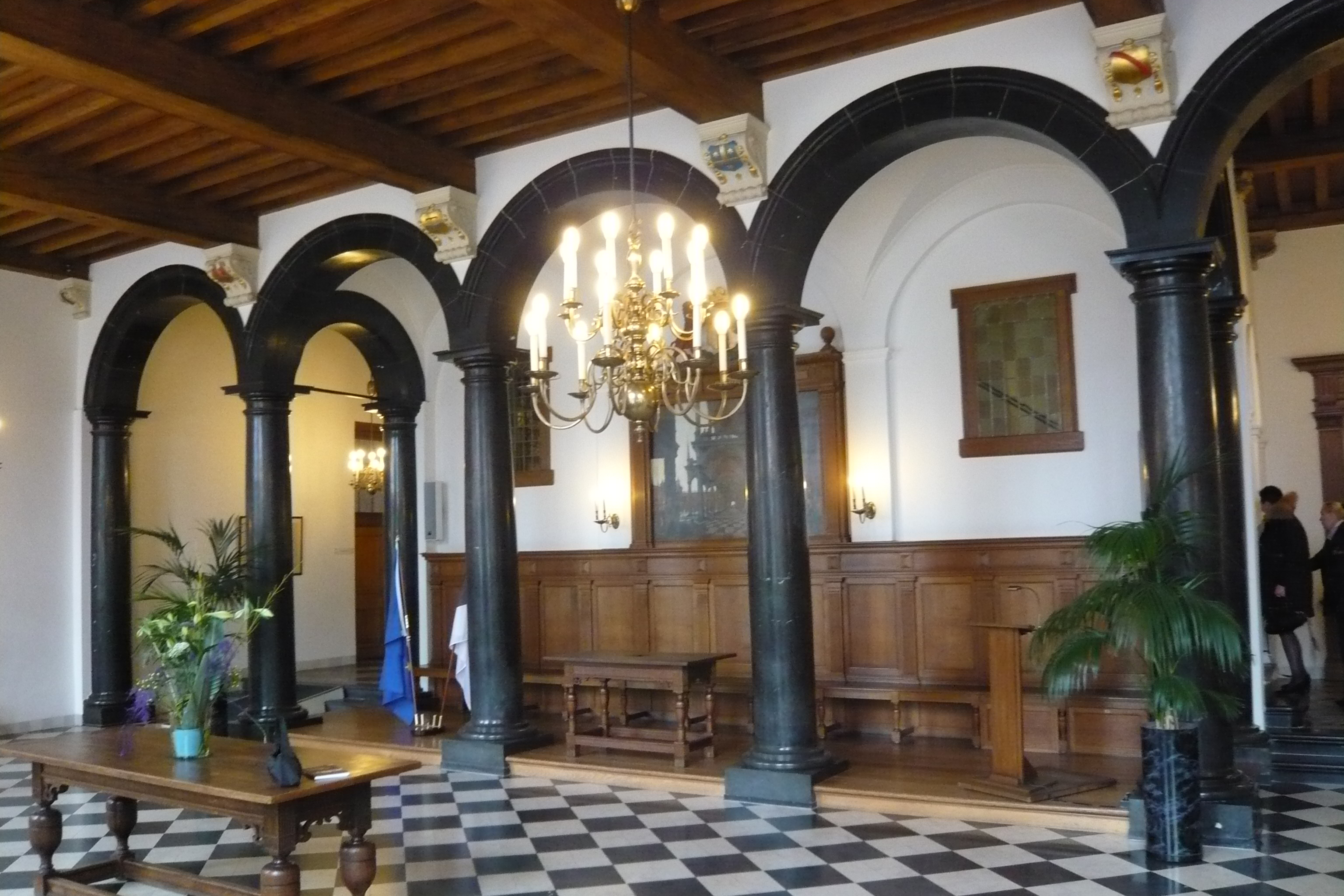
Kopie van het schilderij op de oorspronkelijke locatie in de grote hal van het Stadhuis te Delft.

Bij de aflevering van het doek bij de Vierschaar vroeg Van Bronckhorst, bovenop de afgesproken honderdtwintig guldens, nog eens dertig guldens extra, waarschijnlijk omdat het hem meer werk had gekost dan hij had dacht. Blijkbaar vond men zijn verzoek terecht, want hij kreeg het gevraagde bedrag betaald. De gemeentelijke archieven van Delft vermelden hierover dat overgemaakt moest worden "aan Pieter Anthonis van Bronckhorst, scilder, over het maecken van perspectyff begrypende het oordeel van Salomonis, de somme van honderd vyftich guld, te weeten 120 by hem daervoor bedongen en tot vereeringe 30, alsoo by claechdeende ook mrs oirdeelen, dat hij te weynich hadde bedongen".
Het schilderij kwam na oplevering direct te hangen in de centrale hal van het stadhuis van Delft, waar de Vierschaar toen was gehuisvest. Het zou daar eeuwen op zijn plek blijven. Bij de restauratie van het stadhuis in 1979 en 1981 was het plan om het gebouw zoveel mogelijk in de historische staat terug te brengen en werd besloten het schilderij te restaureren. Gezien de klimatologische omstandigheden in centrale hal bleek het echter niet uiteindelijk verantwoord om het terug te laten brengen naar de oorspronkelijke locatie. Besloten werd een kopie in het stadhuis op te hangen en het originele doek aan het Prinsenhof te doneren.